# Elena Casagrande
Pour les articles homonymes, voir Casagrande.
Elena Casagrande (né le 17 décembre 1983 à Rome) est un dessinatrice de bande dessinée italienne qui travaille depuis 2005 pour le marché américain.
Elle est surtout connue comme dessinatrice de Black Widow depuis 2020.

## Biographie
Elena Casagrande naît le 17 décembre 1983 à Rome. Dans le cadre ses études à la Scuola Internazionale di Comics (it), elle assiste à partir de 2005 son compatriote David Messina (it), qui travaille alors sur le marché américain pour IDW Publishing à l'adaptation de séries télévisées (Angel, Star Trek, etc.). Elle se consacre à ce travail pendant plusieurs années.
Au début des années 2010, elle dessine la mini-série Angel: Illyria Haunted et plusieurs épisodes du comics Doctor Who pour IDW ainsi que cinq épisodes de la série régulière de Hulk pour Marvel Comics. En 2016, elle commence à travailler pour DC Comics avec la mini-série Vigilante: Southland, mais celle-ci est interrompue après trois comic books pour être éditée directement en recueil ; cela n'empêche pas DC de continuer à employer Casagrande sur divers histoires de l'univers Batam.
En 2020, Marvel la nomme dessinatrice du reboot de Black Widow écrit par Kelly Thompson ; ce travail qui met en scène Natasha Romanoff leur vaut en juillet 2021 le prix Eisner de la meilleure nouvelle série.
Parallèlement à son travail de dessinatrice, Casagrande enseigne l'encrage et l'anatomie, notamment des personnages féminins, à la Scuola Internazionale di Comics.

## Prix
- 2021 : Prix Eisner de la meilleure nouvelle série pour Black Widow (avec Kelly Thompson)